# لئون دنیس
لئون دنیس (زاده ۱ ژانویه ۱۸۴۶– درگذشته ۱۲ مارس ۱۹۲۷) یک فیلسوف ارواح گرا فرانسوی بود. او به همراه گابریل دلان و کامیل فلاماریون، یکی از اصلی‌ترین نمایندگان روح گرایی پس از مرگ آلن کاردک بود. دنیس در سراسر اروپا در کنفرانس‌های بین‌المللی روح گرایی و معنویت گرایی سخنرانی می کرد و ایده بقای روح پس از مرگ و پیامدهای آن را در روابط انسانی ترویج کرد. او به عنوان رسول روح گرایی فرانسوی شناخته می‌شود.